# 2016年12月

## 12月1日
- 泰國卻克里王朝國王「拉瑪10世」（Rama X），瑪哈·哇集拉隆功正式繼位。[1]
- 2016年岡比亞總統選舉進行投票。[2]

## 12月2日
- 在11月刚刚获得2016年世界一級方程式錦標賽年度车手总冠军的德国车手尼科·罗斯伯格宣布退役。[3]
- 中华民国总统蔡英文与候任美国总统进行电话谈话，在谈话中蔡英文祝贺川普“顺利”当选新任美国总统、川普稱呼蔡英文為“台湾总统”[4]。此次通话引发中华人民共和国政府的不满[5]。
- 美國加州奧克蘭一間雜物倉庫，同日晚正舉行一小型音樂會，突發生火災事故，致倉庫內多人受困，造成重大傷亡。至12月4日止，搜救人員才搜尋大約20%的範圍空間，已發現有至少30具罹難者遺體。[6]

## 12月4日
- 2016年奧地利總統選舉於本日重新進行第二輪投票。[7]
- 2016年乌兹别克斯坦总统选举進行投票。[8]
- 意大利舉行修憲公投。[9]在票站調查結果顯示公投不獲通過後，意大利總理马泰奥·伦齐宣佈辭職。[10]

## 12月5日
- 肖開提·米爾則亞耶夫赢得2016年乌兹别克斯坦总统选举，当选乌兹别克斯坦总统。[11]
- 一名受到伊斯兰国極端思想影響的12歲伊拉克裔德國男童涉嫌兩次在路德维希港放置炸彈，企圖進行恐怖襲擊，被德國警方拘捕，該兩次圖謀分別因裝置失靈及被路人發覺而未有成功。[12]

## 12月6日
- 經過歷時近7個月的戰鬥後，支持利比亞全國團結政府的部隊攻克伊斯兰国武裝分子在蘇爾特的最後據點。[13]

## 12月7日
- 印尼苏门答腊岛北部亞齊省（Aceh）附近海域於本日凌晨5時03分发生6.5级地震，震央在魯勒特鎮（Reuleuet）北方約10公里（北纬5.30度，东经96.20度），震源深度8.2公里。截至下午15時止，印尼亞齊省軍方少將指揮官蘇雷曼（Tatang Sulaiman）說明，已知死亡人數為97人，至少1273人受伤。[14][15][16][17]
- 巴基斯坦国际航空一架客機在巴基斯坦北部墜毀，機上48人全部罹難。[18]
- 2016年加納大選進行投票。[19]納納·阿庫福-阿多在總統選舉首輪投票取得過半數票當選，無需舉行第二輪投票。[20]
- 美國候任總統唐納·川普被《時代》雜誌選為本年度風雲人物。[21]
- 《自然》網路版同日出刊，內容報導西班牙巴塞隆納科學技術學院（英语：Barcelona Institute of Science and Technology）生物醫學研究所（Institute for Research in Biomedicine）意外在老鼠口腔癌細胞中發現1種口腔腫瘤細胞群可以遊走於老鼠身上，並利用一種「CD36」分子幫助細胞自環境中取得脂質。若是施打專門的抗體來阻擋CD36的運作，將可促成其轉脂現象逐漸減少。但目前尚無適合人體用的抗體版本，且美國婦科腫瘤專家警告，現階段尚未成熟確認，不適合告知民眾避吃脂肪。[22]

## 12月8日
- 所羅門群島發生7.8級強烈地震，震源深度41公里。[23]
- 國際自然保護聯盟首度把长颈鹿列為易危物種，此原因為依據統計數據近30年間，其種群數自1985年記錄的16.5（或15.2）萬頭銳減至2015年記錄的9.8萬頭。[24]
- 首位进入地球轨道的美国水星-宇宙神6号宇航员约翰·赫歇尔·格伦病逝，享年95岁[25][26]。

## 12月9日
- 韩国国会表决总统朴槿惠弹劾案，最终以234票赞成通过弹劾案。朴槿惠被国会停职，国务总理黄教安替代朴槿惠主政。[27][28]
- 香港行政长官梁振英宣布，因家庭原因，放弃在明年三月的行政长官选举中连任。BBC（页面存档备份，存于）
- 先前承認在2016年岡比亞總統選舉落敗的時任總統叶海亚·贾梅改口拒絕承認選舉結果。[29]
- 俄羅斯軍方官員宣稱敘利亞政府軍已控制阿勒颇市93%的區域。[30]
- 世界反運動禁藥機構指稱有超過1,000名俄羅斯運動員因為制度化陰謀而使用體育禁藥。[31]

## 12月10日
- 尼日利亞東南部城市烏約一座建築未完工的教堂在舉行宗教活動時發生屋頂坍塌，造成至少160人喪生。[32]
- 伊斯蘭國（IS）宣稱犯案，一「自殺炸彈客」在葉門南部亞丁市郊索拉邦（Sawlaban）軍營，利用士兵於軍營入口排隊領餉時，引爆身上炸彈，致70人受傷。[33]
- 土耳其伊斯坦堡伏德風球場（Vodafone Arena）同日晚間，發生兩起爆炸案，一起為汽車炸彈（遙控引爆）直衝襲擊球場。另一起則發生於旁邊的馬奇卡公園（Macka），疑似「自殺炸彈客」引爆所致。此連環傷害事件，共計29人死亡，166人受傷。[34]
- 保加利亞，一列駛經當地東北部希特里諾村（Hitrino）的火車失事脫軌，致車上的化學氣體爆炸，爆炸威力造成5人死亡，27人受傷。[35]

## 12月11日
- 2016年羅馬尼亞國會選舉進行投票。[36]
- 2016年馬其頓議會選舉進行投票。[37]
- 吉尔吉斯斯坦舉行修憲公投，表決是否從總統－議會制改為議會制。[38]
- 位於埃及开罗市中心的科普特正教会圣彼得和圣保罗教堂發生炸彈爆炸，至少20人喪生，35人受伤。[39]
- 俄羅斯國防部宣稱敘利亞政府軍在俄空軍支援下擊退伊斯兰国於12月10日夜間對巴尔米拉的進攻，超過300名武裝分子被消滅。[40]伊斯蘭國於12月11日再次進攻，終於成功佔領巴爾米拉。[41]
- 奈及利亞博爾諾州邁杜古里（Maiduguri）發生「女童連環自爆攻擊」事件，炸彈客女童兩名，年約7、8歲。除了該兩名炸彈客自爆身亡外，週遭無辜民眾亦有1人喪生、18人受傷。[42]

## 12月12日
- 美國威斯康辛州完成對2016年美國總統選舉的重新點票，結果是特朗普與對手希拉里·克林顿的得票差距增加131票，對兩位主要參選人所得的選舉人票數目無影響。[43]

## 12月15日
- 被圍困於敘利亞阿勒颇市東部的敘利亞反對派部隊與政府軍達成撤出協議後，開始撤出阿勒颇。[44]

## 12月17日
- 本日18时51分巴布亚新几内亚地区（南纬4.53度，东经153.47度）发生7.9级地震，震源深度110千米。[45]
- 阿富汗坎大哈国际机场有5名女員工在乘車上班途中被武裝分子槍擊殺害，一名男司機也同時遇害，那些女死者先前曾經收到伊斯蘭極端分子的死亡恐嚇，要求停止離家外出打工。[46]
- 土耳其中部開塞利市發生炸彈襲擊，造成至少13名士兵喪生，總統埃爾多安指責襲擊是库尔德工人党所為。[47]

- 委內瑞拉馬杜洛政府團隊，本週突然公佈取消最大面額紙鈔（100玻利瓦）在市場上流通，但是相關配套措施準備不及，致大批民眾湧向銀行存錢或換鈔處置，也造成大多數民眾無足夠鈔券購買食物、汽油或過節之準備，部分民眾亦藉此陸續發生暴動。促使總統馬杜洛於後續收回此命令，暫緩執行。[48]

## 12月18日
- 也門亞丁市一個軍營外發生自殺式炸彈襲擊，至少49人喪生，伊斯兰国承認是其所為。[49]
- 多名槍手在約旦旅遊景點卡拉克發動襲擊，造成10人（不計襲擊者）喪生，死者包括1名加拿大遊客及至少4名警察，4名槍手被安全部隊擊斃。[50]
- 2016年科特迪瓦國會選舉進行投票。[51]

## 12月19日
- 美国选举人团於本日投票，唐納·川普最終取得超過300張選舉人票支持，正式當選美國第45任總統。此次投票出現數名失信选举人，但不足以扭轉2016年美國總統選舉的選舉結果。[52]
- 國際貨幣基金組織現任總裁克里斯蒂娜·拉加德被法國法院裁定她在擔任法國財政部長期間犯下「玩忽職守」罪名成立，但法院無頒下任何懲罰。她的律師表示將會對判決提出上訴。[53]
- 俄羅斯駐土耳其大使安德烈·卡爾洛夫在土耳其首都安卡拉被一名休班土耳其警察槍殺。[54][55]
- 柏林市市中心威廉皇帝紀念教堂附近的耶誕市集遭一輛卡車衝入，此事件已造成12人死亡，大約48人以上受傷。[56][57]

## 12月20日
- 墨西哥圖肋泰佩（Tultepec）一處煙火市集同日發生爆炸事件，造成至少27人死亡，70人受傷。[58]
- 美國阿拉斯加州博戈斯洛夫島發生一系列的火山噴發，阿拉斯加火山觀測所將航空用顏色代碼升至紅色，火山警戒至最高等級。[59]

## 12月21日
- 土耳其軍方表示當日有14名土耳其士兵在敘利亞巴卜附近與伊斯兰国戰鬥時陣亡，而伊斯蘭國則有138名武裝分子被消滅。[60]

## 12月22日
- 敘利亞政府軍宣佈完全收復北部大城市阿勒颇。[61]
- 《柳葉刀》發表的一個研究報告指一種針對伊波拉病毒的試驗中疫苗在人體測試中被證實有效。[62]
- 德意志银行表示與美国司法部達成和解，德銀同意支付72億美元的罰款和消費者救濟。美国司法部早前指控德銀在2008年美国住房市场崩溃前，欺骗投资人购买高风险抵押贷款证券。[63]

## 12月23日
- 被通緝的2016年柏林聖誕市場卡車衝撞事件嫌犯阿尼斯·阿姆里在意大利米蘭與警察交火時被擊斃。[64]
- 利比亞泛非航空公司一架國內航班客機被騎劫至馬耳他降落，劫機者要求馬耳他提供政治庇護。[65]
- 联合国安全理事会以14票支持和0票反對，通过第2334號決議，要求以色列立即和完全停止在包括东耶路撒冷在内的所有被佔巴勒斯坦领土上的定居点活动。美国一改以往做法，在本次決議案投票时弃权。[66]

## 12月24日
- 罗一笑事件中主人公罗一笑因白血病逝世。此前父亲罗尔利用微信在内的网路平台为其治疗筹款，但因家境优越，而引发中国大陆网民对此事的强烈争议。

## 12月25日
- 俄羅斯國防部一架圖-154客機從索契起飛後與控制塔失去聯繫並從雷達上消失，其後在距離索契約1.5公里的黑海海域發現飛機殘骸。該機上載有記者、軍人和軍方樂團Alexandrov Ensemble，準備前往敘利亞為當地參戰的俄軍進行新年表演，加上機組成員共92人。[67][68]

## 12月26日
- 中华人民共和国外交部长王毅在北京与圣多美和普林西比外长博特略举行会谈，并签署了《中华人民共和国和圣多美和普林西比民主共和国关于恢复外交关系的联合公报》复外交关系[69]

## 12月27日
- 土耳其伊斯坦布尔高等法院開始審訊2016年土耳其政變的被捕疑犯。[70]
- 羅馬尼亞總統克劳斯·约翰尼斯宣佈拒絕接受獲得議會多數派提名的塞維爾·什海德出任新總理。[71]
- 美國總統巴拉克·歐巴馬陪同日本首相安倍晉三訪問珍珠港[72]

## 12月28日
- 連接香港島北岸及南區的鐵路南港島線於今日通車。[73]

## 12月29日
- 美国驱逐35名俄罗斯外交官，美国政府对外声称是为了报复俄罗斯对2016年美国总统选举的干扰。[74]

## 12月30日
- 自美国驱逐俄罗斯外交官后，俄罗斯外交部长谢尔盖·拉夫罗夫建议也驱逐35名美国外交官。俄罗斯总统普京拒绝拉夫罗夫的建议，并表示希望恢复两国之间的关系。[75][76]